# Йирков
Йирков (чеш. Jirkov), бывш. Гёркау (нем. Görkau) — город на западе Чешской Республики, в районе Хомутов Устецкого края.

## История
Йирков возник как колонизационная деревня на чешско-саксонской границе. Точная дата основания поселения неизвестна, но вероятнее всего относится к концу XIII столетия. Около 1300 года был построен готический костёл. В исторических документах Йирков упоминается также как Борек (сейчас район города) или Юрков. Первые задокументированные данные о городе относятся только к 1352 году. В начале XV века недалеко от города был построен Красный замок (Červený Hrádek). Городские права были признаны в 1455 году королём Ладиславом Посмертным, а позже подтверждены Уласло II (1507 год), Фердинандом I (1528 год), Максимилианом II (1570 год) и Рудольфом II. В 1480 году в городе был построен пивоваренный завод.
Город процветал в XVI столетии. В Йиркове работало 6 цехов по добычи руды; уже в 1597 году город имел водоснабжение. После битвы на Белой горе 1620 года Йирков потерял все свои права и был многократно разграблен войсками всех вражеских армий Тридцатилетней войны. Впоследствии в Йиркове развивались мануфактурные фабрики и мастерские. С 1854 года в городе имеется почтовое отделение, а с 1869 года — банк. Электрическая сеть появилась в 1911 году.
Окончание Второй мировой войны связано с выселение из города немцев и новым населением из внутренних районов Чехословакии. Начиная с 60-х годов XX века в связи с развитием промышленности и транспортом резко ухудшилась экологическая обстановка в городе, однако с 1993 года она постепенно улучшается.

## География
Расположен у подножья Рудных гор, примерно в 6 км к северо-востоку от города Хомутов и в 20 км к западу от города Мост, на высоте от 288 м над уровнем моря. В 2 км к югу от города находится деревня Отвице.

## Климат
Среднегодовая температура меняется от 8,5°С в равнинной части до 4°С — в горной части. Годовой уровень осадков варьирует от 450 мм на равнине (из-за дождевой тени, вызванной Рудными горами) до 950 мм на гребне Рудных гор. Преобладают западные и юго-западные ветра.

## Население
| Год  | Численность | Численность |
| ---- | ----------- | ----------- |
| 1869 | 4322        | [ 7 ]       |
| 1880 | 4713        | [ 7 ]       |
| 1890 | 5170        | [ 7 ]       |
| 1900 | 5781        | [ 7 ]       |
| 1910 | 6261        | [ 7 ]       |
| 1921 | 6130        | [ 7 ]       |
| 1930 | 7750        | [ 7 ]       |
| 1950 | 6000        | [ 7 ]       |
| 1961 | 9928        | [ 7 ]       |
| 1970 | 11 395      | [ 2 ]       |
| 1980 | 11 980      | [ 7 ]       |
| 1991 | 18 229      | [ 2 ]       |
| 2001 | 20 717      | [ 7 ]       |
| 2011 | 19 461      | [ 7 ]       |
| 2014 | 20 029      | [ 8 ]       |
| 2016 | 19 835      | [ 9 ]       |
| 2017 | 19 595      | [ 10 ]      |
| 2018 | 19 466      | [ 11 ]      |
| 2019 | 19 299      | [ 12 ]      |
| 2020 | 19 241      | [ 13 ]      |
| 2021 | 19 200      | [ 14 ]      |
| 2022 | 18 945      | [ 15 ]      |
| 2023 | 19 305      | [ 16 ]      |
| 2024 | 19 323      | [ 4 ]       |

## Города-побратимы
- Бранд-Эрбисдорф, Германия

## Галерея

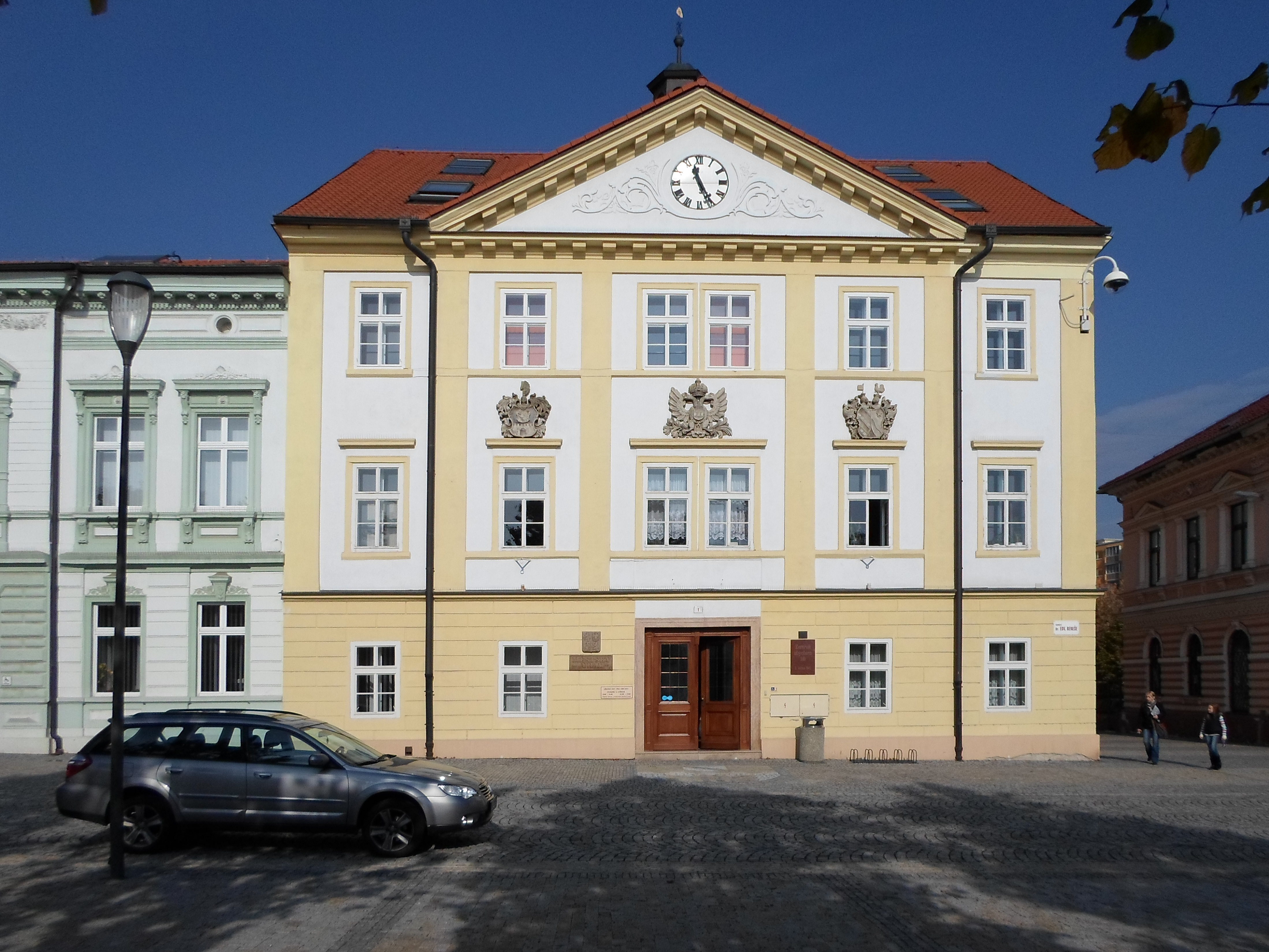
Ратуша
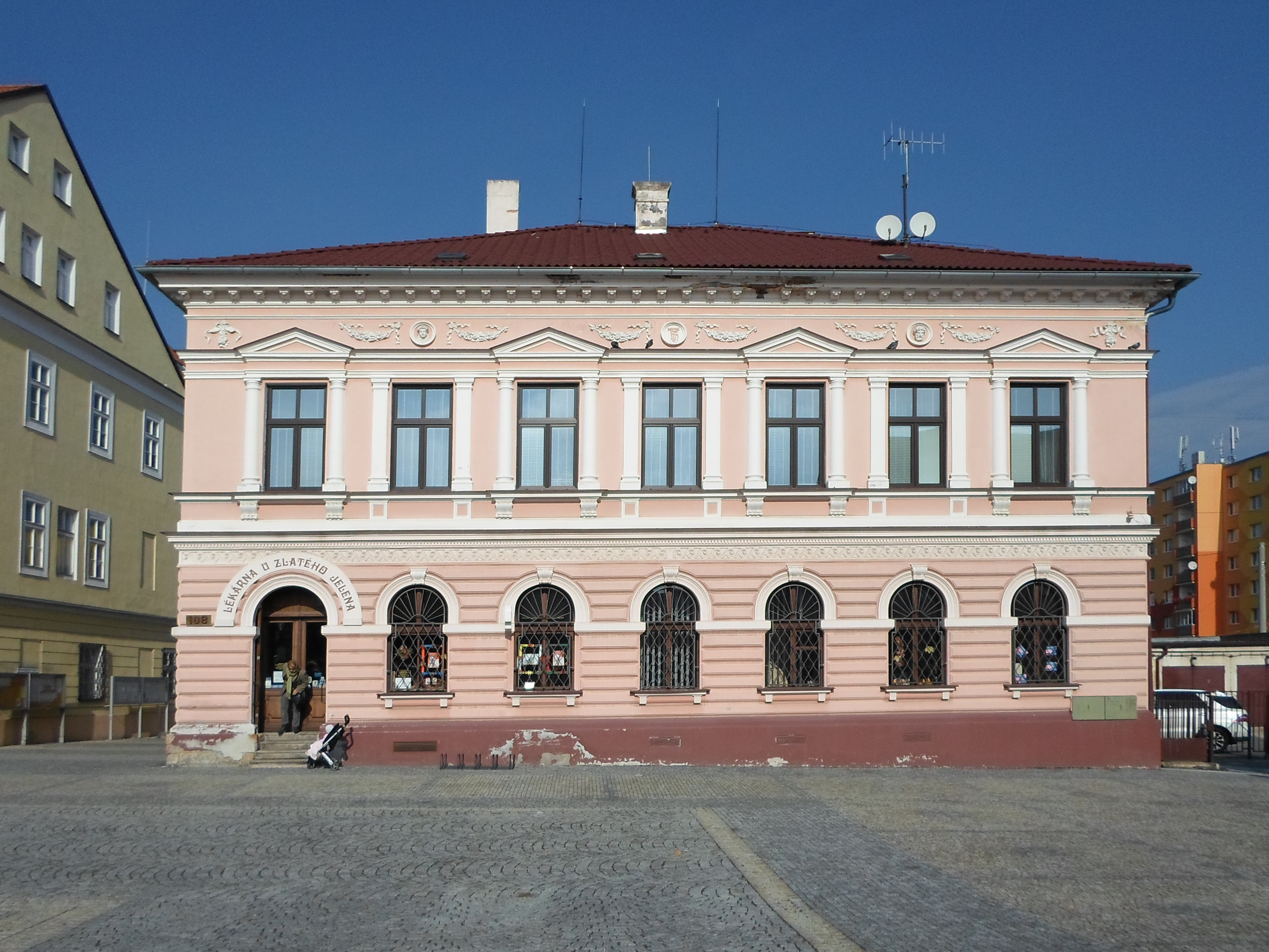
Аптека "U zlatého jelena"
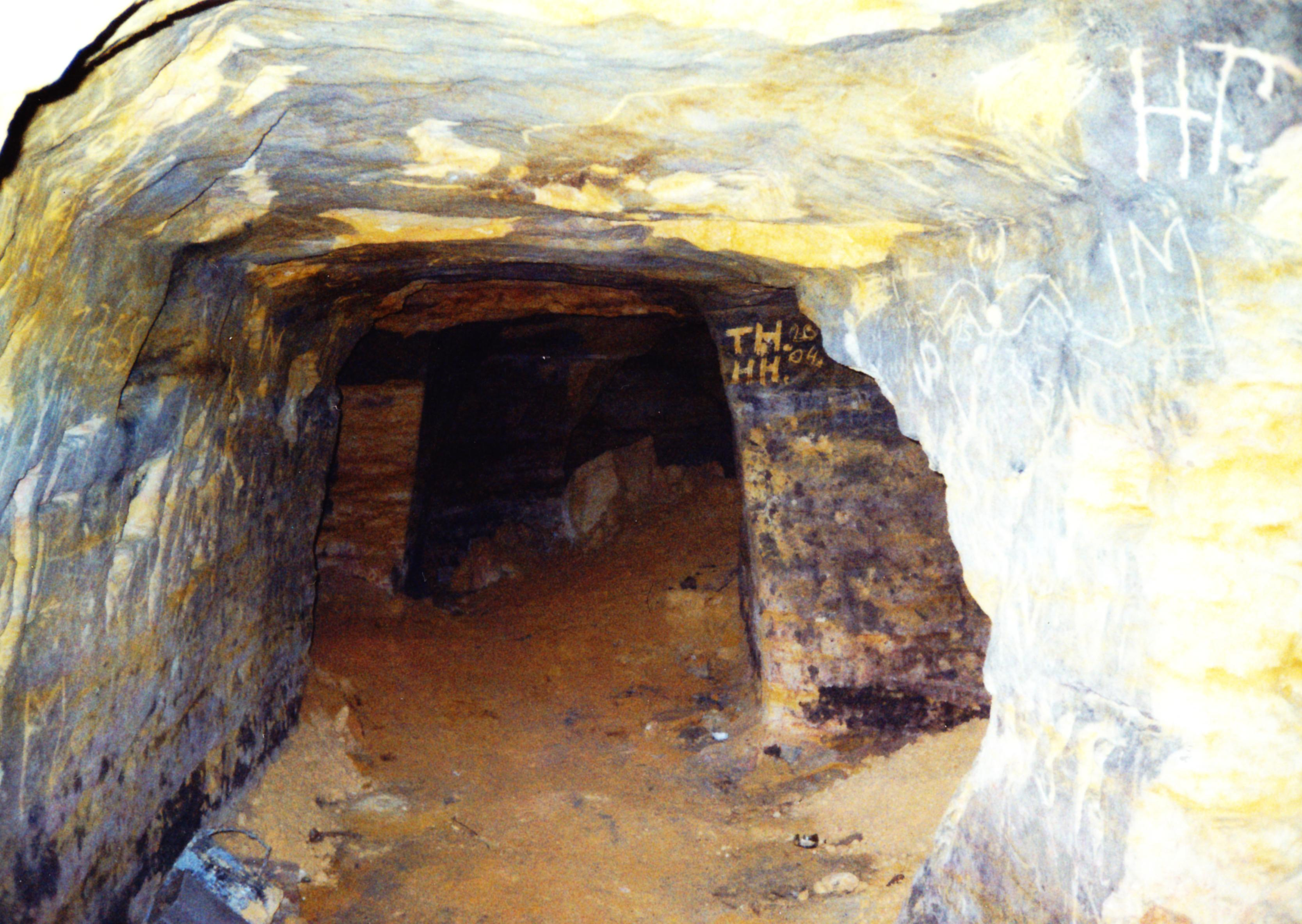
Склепы
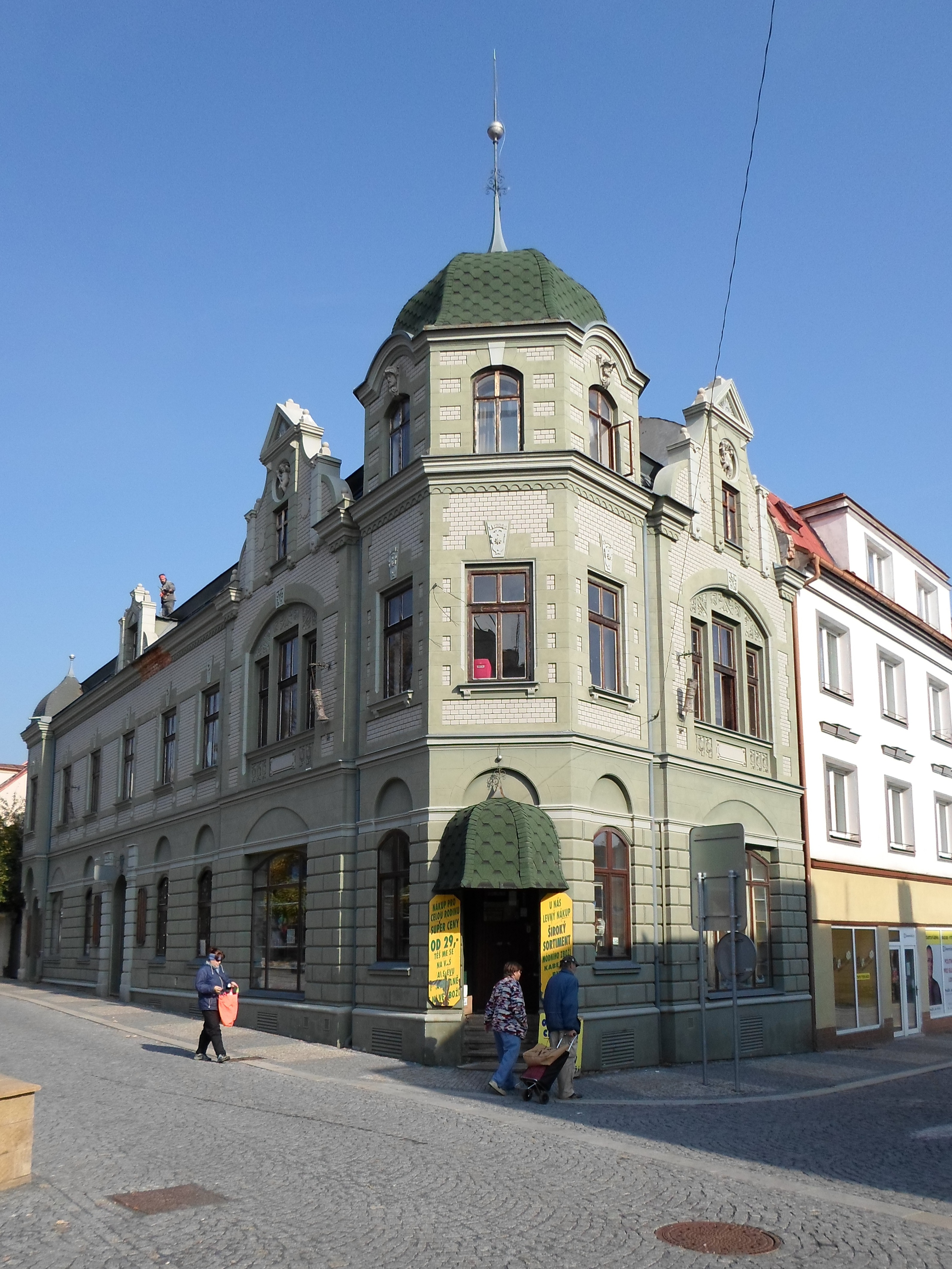
Дом на углу улиц Tyršovy и Příčné
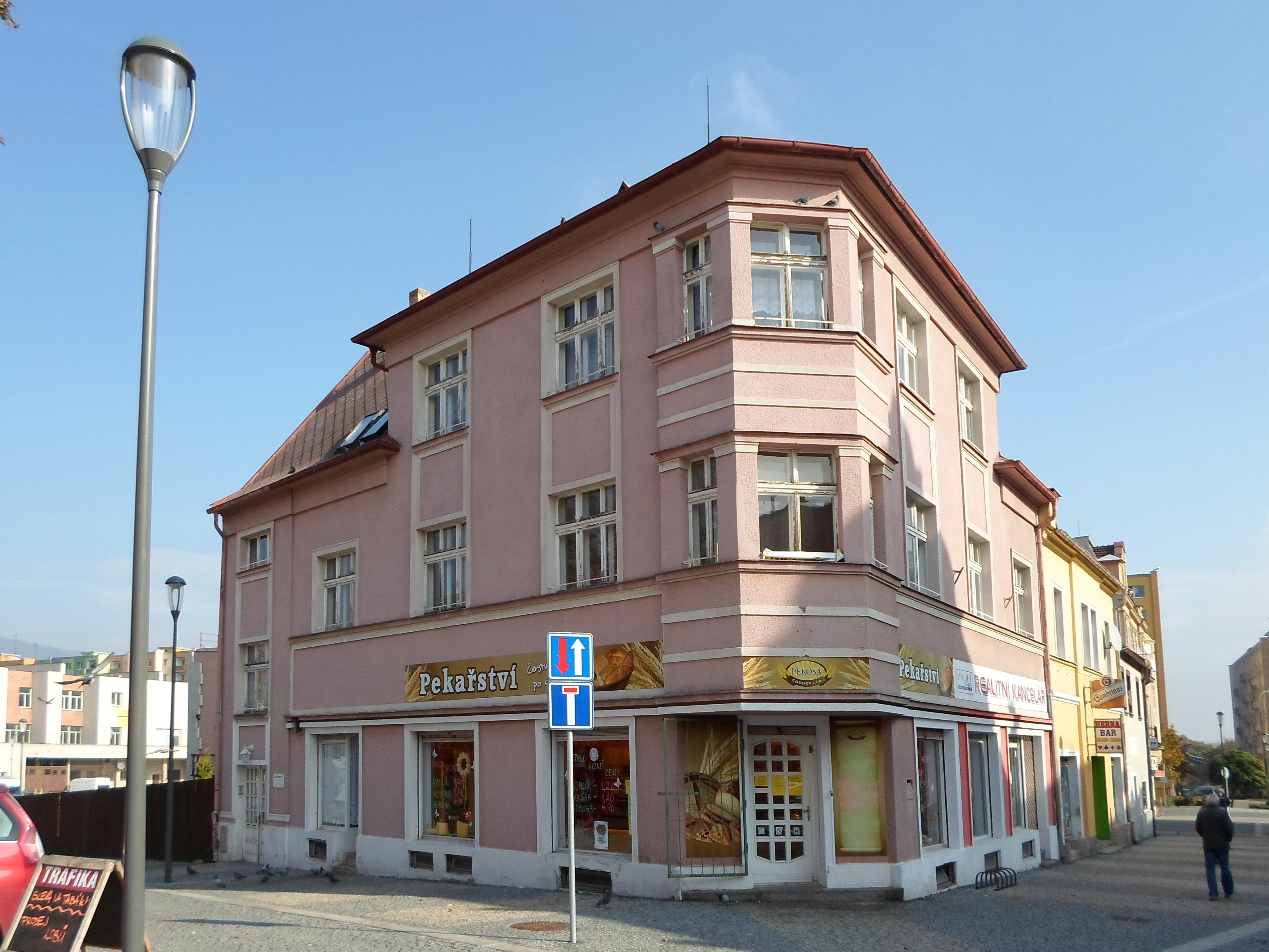
Дом на углу улиц Kostelní и Nábřežní